# La Cumbre, Asunción Nochixtlán
La Cumbre är en ort i Mexiko.   Den ligger i kommunen Asunción Nochixtlán och delstaten Oaxaca, i den sydöstra delen av landet, 300 km sydost om huvudstaden Mexico City. La Cumbre ligger 2 516 meter över havet och antalet invånare är 399.
Terrängen runt La Cumbre är huvudsakligen kuperad, men åt sydväst är den platt. La Cumbre ligger uppe på en höjd. Runt La Cumbre är det glesbefolkat, med 20 invånare per kvadratkilometer. Närmaste större samhälle är Asunción Nochixtlán, 15,8 km sydväst om La Cumbre. Trakten runt La Cumbre består i huvudsak av gräsmarker.